# Chimarra feuerborni
Chimarra feuerborni är en nattsländeart som beskrevs av Georg Ulmer 1951. Chimarra feuerborni ingår i släktet Chimarra och familjen stengömmenattsländor. Inga underarter finns listade i Catalogue of Life.